# 安徽大学

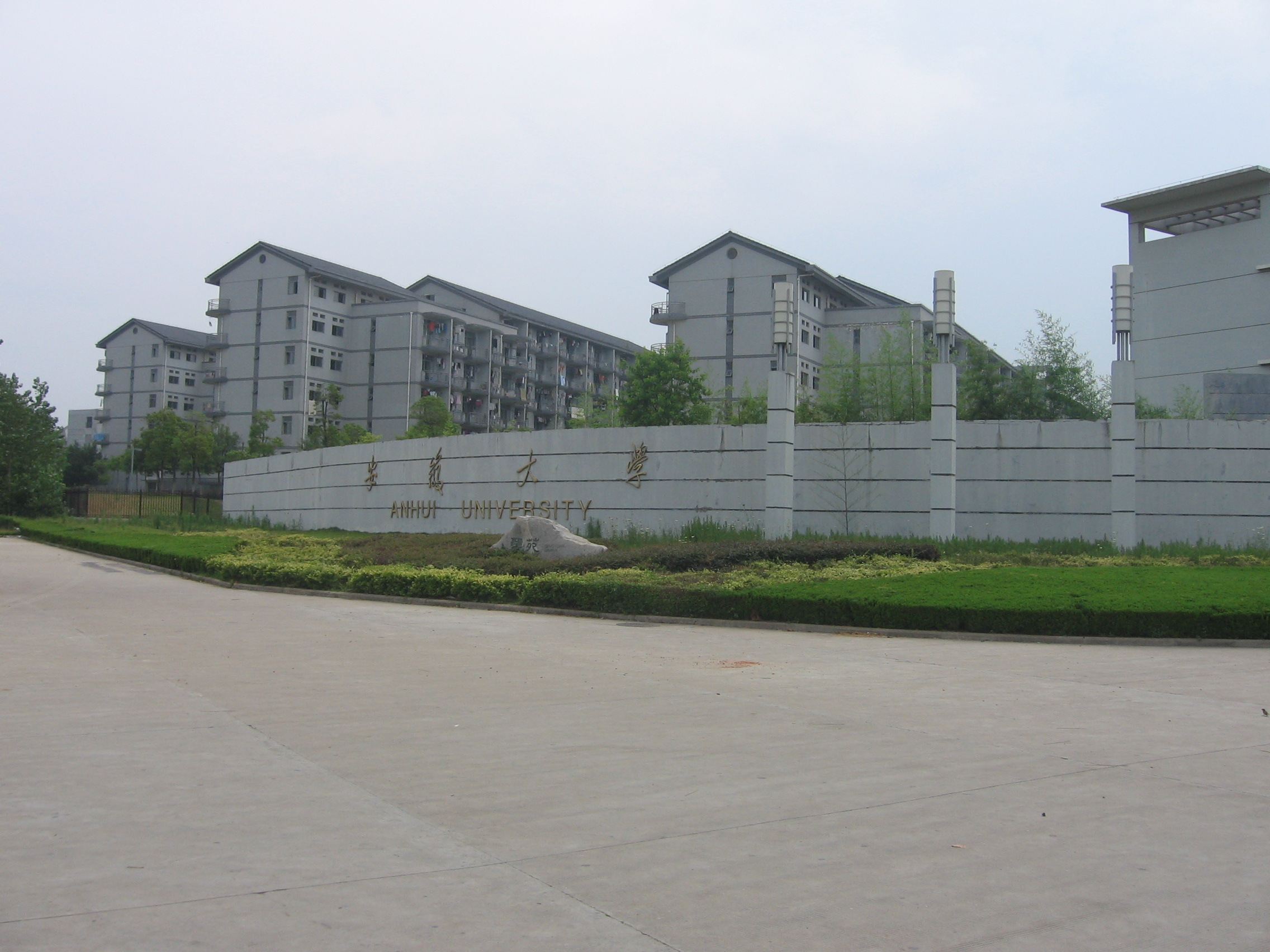

安徽大学是中華人民共和國安徽省的一所全日制公办综合性本科大学，位于该省省会合肥市。是教育部與安徽省人民政府共建的一所大學。安徽大学是首批國家211工程重點建設大學，入選國家卓越法律人才教育培養计划，國家卓越工程師教育培養计划，是“國家華文教育基地”和“中國政府獎學金來華留學生接收院校”。现任校长为孙长银。

## 校史沿革

### 籌備及創辦初期
安徽大学自称其办学事业始于1928年，亦即省立安徽大学创立之年。民国11年（1921年），一批皖籍学者陈独秀、胡适、高一涵、陶行知等，鉴于安徽近代教育落后的现实，极力倡导筹建安徽大学；但由于军阀斗争和北伐战争的影响，筹建工作多次受阻。北伐胜利后，安徽省政府聘请余谊密、刘文典、胡春霖等11人组成安徽大学筹备委员会，并暂时借用安庆圣保罗教会学校的校舍；民国18年（1928年）2月，筹备工作就绪，安徽省政府拨安庆集贤门外菱湖百子桥的安徽法政专门学校及五里庙甲种农业学校的校址为校舍:469，学校也在安庆《民岩报》等报刊上登出招生广告，开始招收预科生:1—2。首批预科学生142人被分入自然科学和社会科学两个班；当年4月10日上午10时，预科正式开学，这一天也被定为省立安徽大学的诞生纪念日。1928年8月，学校成立文法学院，内设中文、教育、政经、法律四系，学制四年，开始招收本科生。刘文典任文法学院院长兼预科主任，主持校务工作:469。
1929年1月，程天放任安徽省教育厅厅长，接收改组安大，并根据安徽省政府订颁的《安徽大学组织大纲》将学校更名为“安徽省立大学”；同年2月，析文法学院为文学院和法学院；同年，王星拱接替程天放担任校长后，决定学校成立自然科学相关系所，以使学校达到国民政府《大学组织法》的标准:50。在此期间，学校的系所时常调整更改:469。
1938年春，由于日军进犯，省立安徽大学大部分教职工为避战火，相继离校，学校陷于停顿。1938年6月，安庆被日军攻占，对此学校拟内迁复校，但因内迁学校过多加之经费欠缺，教育部决定安徽大学停办。1939年，代理校长汪洪法向安徽省政府办理了移交手续，具有10年办学历史的省立安徽大学就此宣告停办:529。尽管内部斗争激烈、矛盾重重，但从1928年至1937年，省立安徽大学共培养了六届本科毕业生，计556人，另有不少预科毕业生和肄业生。当时较知名的学者姚永朴、刘文典、王星拱、程演生、陶因、陈望道、丁绪贤、郁达夫、周予同、吕思勉、章益、周建人等都曾在此执教，故省立安徽大学时有“于京沪一带，仅次于上海同济大学”之誉。

### 安徽学院时期
省立安徽大学停办期间，因日本军事入侵而迁至立煌县（现金寨县）的安徽省政府为解决安徽未沦陷地区高中毕业生求学问题，于1940年春动议筹办安徽建设学院。1941年2月，改设安徽临时政治学院，划定古碑冲黄家集（今金寨县古碑镇）为院址。1941年8月，安徽临时政治学院正式成立:571。同年10月招生，内设文史、政经、法律、教育四系，学制一年:556；1942年9月改名为省立安徽师范专科学校，内设国文、英文、数学、教育、史地五科，学制三年。1943年9月正式定名为省立安徽学院，聘朱佛定为院长，本科学制四年，下设中文、史地、政治、教育4系；专科学制二年，设银行、艺术、师范3科。后增设英文、数学2系；教育系则并人师范专修科:471。1944年1月，安徽学院在皖南休宁万安镇创设安徽学院皖南分院。
1945年日本战败投降后，省立安徽学院随省府迁至合肥郊区临河集办学，有500余名学生经转学考试入国立安徽大学，成为国立安大复校后的新生。而安徽学院则因校舍破旧，交通不便，于1946年10月迁至芜湖赭山建校，皖南分院也同时迁至芜湖，与省立安徽学院合并:514。1949年4月，中国人民解放军占领芜湖，芜湖军管会接管省立安徽学院。1949年12月4日，省立安徽学院与国立安徽大学合并为新的安徽大学。至此，安徽学院办学事业遂告结束:747。

### 国立安徽大学时期

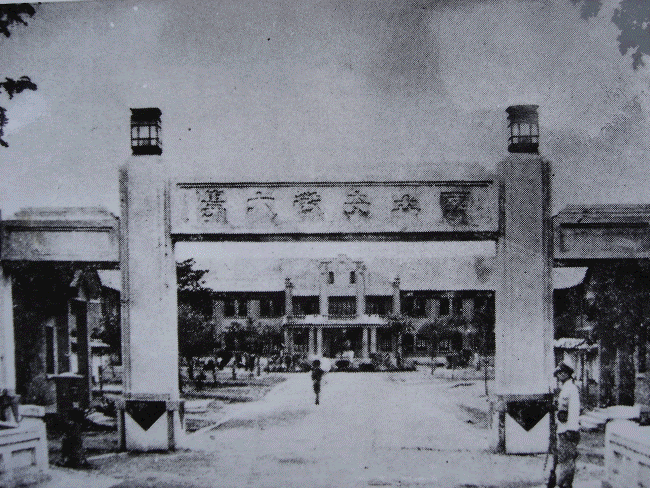
1946-1949年国立安徽大学校门（安庆）

抗日战争胜利后，1946年1月，国民政府教育部决定恢复安徽大学，并改“省立”为“国立”，是为国立安徽大学，校址仍在安庆:514，决定由朱光潜等12人组成筹委会，朱光潜任主任委员，陶因为秘书。后朱光潜一再恳辞，乃改命陶因为筹委会主任:63。国立安徽大学由教育部直辖，学制四年，实行学年学分制。学校设文、法、理、农四院，共13个系。文学院设中国文学系、外国语文系、历史系、哲学教育系；法学院设法律系、政治系、经济系；理学院设数学系、物理系、化学系；农学院设农艺系、森林系、园艺系等:5。国立安徽大学在安庆的3年中，共毕业学生729人:470。1949年4月，中国人民解放军占领安庆，南京市军管会接管国立安徽大学。1949年7月中旬，长江洪水泛滥，校园全部被淹。1949年12月，中共中央华东局文教部决定国立安徽大学迁至芜湖，与省立安徽学院合并，成立新的安徽大学:747。

### 安徽大学时期

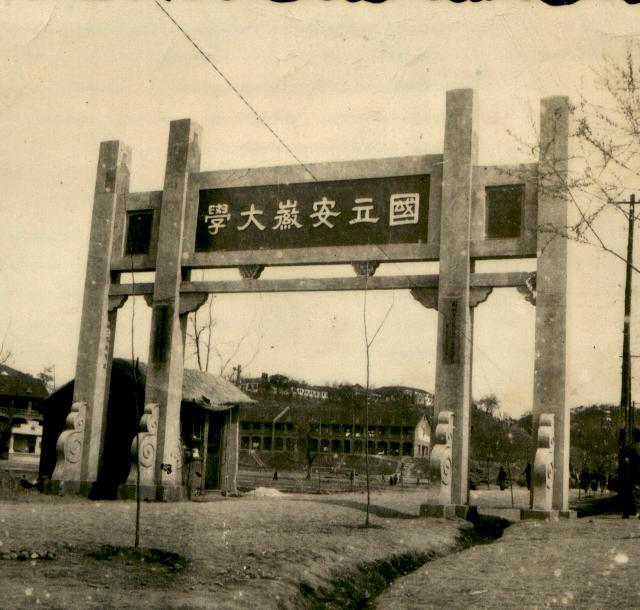
1950-1951年国立安徽大学校门（芜湖）

中华人民共和国成立后的1949年12月4日，国立安徽大学自建制地安庆迁至芜湖，与省立安徽学院合并，组成新的安徽大学:747合并之初学校仍然沿用“国立安徽大学”的校名、门牌和印章，直到1950年底，学校大门门头字牌由“国立安徽大学”改为安徽大学。共有文、法、理、农四个学院，内设12个本科专业，即文艺（内分中文、外语、艺术三组）、史地、教育、法律、经济、数学、物理、化学、农艺、园艺、森林、土木工程12个系:514，另办有中文、历史、地理、数学、物理、化学、生物、艺术、森林专修科及师资速成班。1952年5月，中共安徽大学党委成立，项南任校党委书记，许杰任校长:90。
1949年12月，第一次全国教育工作会议在北京举行。会后，中央人民政府仿效苏联对高等院校进行院系调整。1950年7月，安徽大学土木工程系及艺术系并入南京大学。1952年底，复旦大学茶叶专修科，南京大学及金陵大学蚕桑专修科:90，以及由原皖北文艺干校、巢县黄麓师专和皖南师范学校合并而成的安徽师范专科学校等系所、学校相继并入安徽大学:151。同时，经济系的学生及部分教师调往复旦大学；园艺系二三年级学生调往浙江大学农学院；法律系部分师生调往华东政法学院，法学院及所属系科不复存在。1953年，江苏师范学院化学系三年级学生调入安徽大学，安徽大学数学系、物理系、教育系、历史系三年级学生调往华东师范大学。调整后，安徽大学的文、理、农三院整合设置为“师范学院”和“农学院”二院:800。
1954年2月10日，中央人民政府政务院及华东行政委员会决定取消安徽大学校名，其下属的师范学院和农学院分别独立建院，当年8月，安徽师范学院与安徽农学院正式分设:433。同年9月，农学院迁往合肥新落成的校区独立办学，建立安徽农学院；校本部易名挂牌为安徽师范学院，方向明任院长:433。安徽师范学院独立建院后，设有中文、历史、数学、物理、化学五系及中文、历史、数学、物理、化学、生物、地理、艺术八个专修科:420。

### 1958年以后
1956年，安徽省政府筹划在合肥建立一所综合性大学，后拟定名为“合肥大学”。1958年，基于进一步加强省会合肥的高等教育之考量，中共安徽省委决定安徽师范学院文、理系科分别建院:801。当年7月，该校中文、历史两系学生和大部分教师及外语科的全部师生迁往合肥，与合肥师专合并，并入合肥师范学院；物理系全部学生和部分教师迁往合肥并入刚筹建的合肥大学:515:91。1958年9月，中国共产党主席毛泽东视察合肥，时任中共安徽省委第一书记曾希圣请毛泽东为学校题写“合肥大学”校名，但毛泽东认为合肥是没有名气的小城市，校名还是“安徽大学”好，于是毛泽东为新建的学校题名为安徽大学，合肥大学遂更名为安徽大学。
1966年至1976年文化大革命期間，学校教师遭到批斗、正常教學秩序遭到嚴重破壞，该校校內曾成立過多個紅衛兵組織，發生過多起武鬥事件。1973年，建校45周年之际，创办《安徽大学学报》，分哲学社会科学版和自然科学版。同年9月，招收首届工农兵学员，重建政治学专业。1975年，设政治学系，下辖哲学和经济学专业。
2013年8月，教育部与安徽省人民政府正式签署共建安徽大学协议。

## 校园环境
学校现有四个校区和一个大学科技园，校园面积达3200余亩，建筑面积127万平方米，最主要为龙河校区和磬苑校区，其中磬苑校区坐落在翡翠湖公园旁，与合肥工业大学相邻，建筑特色为仿徽派建筑，属于合肥大学城的一部分。除2017级始独立招生的互联网学院本科生以及文史哲类研究生于龙河校区培养外，目前理工科研究生和本科生大多在磬苑校区学习。学校主要商业街为西门的九龙路商业街（现由于道路维修，九龙路经营商家数量有所减少），主要交通为149路和128路公交车。
安徽大学龙河校区教学主楼在2012年，列入第六批安徽省文物保护单位。

## 学科专业
学校拥有计算机科学与技术、电子科学与技术、中国语言文学、历史学、化学5个博士后流动站，11个一级学科博士点，50个二级学科博士点，31个一级学科硕士点，165个二级学科硕士点、17个专业硕士学位授权点；设有27个院（系、部）、91个本科专业，涉及理学、工学、文学、史学、哲学、经济学、法学、管理学、教育学、艺术学等10个学科门类；现有汉语言文字学和计算机应用技术2个国家级重点学科，电子信息工程1个国家级特色专业、25个省级重点学科；建有一个国家地方联合工程实验室，建有1个教育部人文社科重点研究基地、2个教育部重点实验室和1个教育部工程研究中心及1个获得国家CMA计量认证的现代实验技术中心，有4个省级高校人文社科重点研究基地、9个省级重点实验室、3个省级工程技术研究中心，设有2个国家级和6个省级实验教学示范中心 。

## 院系设置
- 数学科学学院
- 物理与材料科学学院
- 化学化工学院
- 生命科学学院
- 计算机科学与技术学院
- 电子信息工程学院
- 电气工程与自动化学院
- 资源与环境工程学院
- 法学院
- 经济学院
- 商学院
- 社会与政治学院
- 外语学院
- 管理学院
- 新闻传播学院
- 艺术学院
- 文学院
- 历史系
- 哲学系
- 文典学院
- 互联网学院（页面存档备份，存于）
- 江淮学院（独立学院）
- 徽學與中國傳統文化研究院
- 紐約石溪學院(合作辦學)
- 集成电路学院
- 物质科学与信息技术研究院
- 人工智能学院

## 历任校长
- 历史时期
  - 省立安徽大学时期
    - 刘文典
    - 王星拱
    - 杨亮功
    - 程演生
    - 何鲁

  - 国立安徽大学时期
    - 陶因
- 现今
  - 安徽大学（1958）
    - 曾希圣
    - 张行言
    - 杨枫
    - 孙陶林
    - 刘永生
    - 杜宜瑾
    - 黄德宽
    - 程桦
    - 匡光力
    - 孙长银

## 知名历史人物
刘文典、姚永朴、王星拱、程演生、陶因、陈望道、丁绪贤、郁达夫、周予同、吕思勉、章益、周建人、曹鸿宇等均曾在安徽大学执教或主持校政。